# Neil Sedaka
Neil Sedaka (sinh ngày 13 tháng 3 năm 1939) là một ca sĩ nhạc rock/pop, nghệ sĩ piano, nhà soạn nhạc và nhà sản xuất thu âm người Mỹ. Kể từ sự nghiệp âm nhạc của ông bắt đầu vào năm 1957, ông đã bán được hàng triệu đĩa với tư cách ca sĩ và đã viết hoặc đồng sáng tác hơn 500 ca khúc cho chính mình và những người khác, hợp tác chủ yếu với người chuyên viết lời cho ca khúc Howard Greenfield và Phil Cody.

## Các bản nhạc đứng đầu bảng xếp hạng
- "Oh! Carol" (Italy), 1960
- "One-Way Ticket to the Blues" (Japan), 1960
- "Calendar Girl" (Canada & Japan), 1961
- "Breaking Up Is Hard to Do" (1962 version) – US Billboard Hot 100, 1962
- "La terza luna" (Italy), 1963
- "Star-Crossed Lovers" (Australia), 1969
- "Laughter in the Rain" – US Adult Contemporary, 1974; US Billboard Hot 100, 1975
- "The Immigrant" – US Adult Contemporary, 1975
- "Bad Blood" – US Billboard Hot 100, 1975–76
- "Breaking Up Is Hard to Do" (1975 version) – US Adult Contemporary, 1976

## Phim ảnh
- 1968 – Playgirl Killer
- 2005 – The King of Queens (one episode, as himself)
- 1980 – "The Toni Tennille show" (one episode as himself)

## Sách tiểu sử
- Laughter in the Rain: My Own Story. New York: Putnam, 1982. ISBN 0-399-12744-5

## Sách tham khảo
- Bloom, Ken. American song. The Complete Musical Theater Companion. 1877–1995, vol. 2, 2nd edition, Schirmer Books, 1996.
- Clarke, Donald. The Penguin Encyclopedia of Popular Music, Viking, 1989.
- Ewen, David. American Songwriters. An H. W. Wilson Biographical Dictionary, H. W. Wilson Company, 1987.
- diMartino, Dave. Singer-Songwriters, Pop Music's Performer-Composers, from A to Zevon, Billboard Books, 1984.
- Friedrich, Gary; Brown, Len. Encyclopedia of Rock & Roll, Tower Publications, 1970.
- Lablanc, Michael. Contemporary Musicians, vol. 4, Gale Research, 1991.
- Larkin, Colin. The Encyclopedia of Popular Music, Macmillan, 1992.
- Lyman, Darryl. Great Jews in Music, J. D. Publishers, 1986.
- Sadie, Stanley; Hitchcock, H. Wiley (Ed.). The New Grove Dictionary of American Music. Grove's Dictionaries of Music, 1986.
- Stambler, Irwin. Encyclopedia of Pop, Rock and Soul, St. Martin's Press, 1974.
- Sumrall, Harry. Pioneers of Rock and Roll. 100 Artists Who Changed the Face of Rock, Billboard Books, 1994.
- White, Mark. You Must Remember This... Popular Songwriters 1900–1980, Frederick Warner, 1983.